# Halldór Laxness
Halldór Kiljan Laxness, nato Halldór Guðjónsson (Reykjavík, 23 aprile 1902 – Reykjavík, 8 febbraio 1998), è stato uno scrittore islandese, insignito del premio Nobel nel 1955 “per la sua opera epica che ha rinnovato l’arte e la letteratura islandese”.

## Biografia
Trascorse l'infanzia in una fattoria presso Reykjavík, ascoltando narrare le antiche saghe e assorbendo lo spirito delle storie d'Islanda e una buona dose di ironia. Inoltre crescendo al confine tra la campagna e la città trovò un tema, quello del confronto tra queste due realtà, che avrebbe portato in diverse sue opere. Laxness mostrò sin da giovanissimo il suo talento di scrittore: a soli diciassette anni, infatti, pubblicò la sua prima opera, Barn náttúrunnar ("Figlio della natura").
Ancora molto giovane (1919) lasciò l'Islanda per girare l'Europa: prima si convertì al cattolicesimo rimanendo per qualche tempo in un monastero benedettino (Santi Maurizio e Mauro, in Lussemburgo, nel 1922); poi, soprattutto dopo il 1929 (e in un viaggio negli Stati Uniti), si avvicinò agli ideali della sinistra, socialista, comunista e democratica, senza però aderire concretamente ad alcun partito, ma frequentando anche di persona diversi intellettuali di riferimento di queste correnti politico-culturali (come Brecht, Camus e Upton Sinclair, che esercitò su di lui un notevole ascendente) e traducendo in islandese diversi autori anglosassoni e francesi (tra cui Hemingway e Voltaire). Nei tardi anni '20 iniziò a scrivere anche satira sociale e politica con coloritura progressista e socialista, mentre, contemporaneamente, si avvicinava al cinema, provando a scrivere diverse sceneggiature per commedie. Inoltre criticò causticamente Einar H. Kvaran, il più eminente scrittore islandese vivente in quel periodo, fervente spiritista dallo stile lirico, ammiratore di Nietzsche e delle tradizioni medievali islandesi, in chiave conservatrice quando non reazionaria e antiscientifica (in particolare era a favore della legalizzazione della faida). Questo attacco agli scrittori islandesi della "vecchia guardia" lo pose come figura di riferimento per le nuove generazioni.
Oltre ai romanzi, la sua vasta produzione comprende racconti, poesie, saggi, recensioni, articoli e opere teatrali.
Inizialmente, Laxness fu influenzato in poesia dal surrealismo e dall'espressionismo e in prosa da un forte senso patriottico. A partire dagli anni '30, invece, il suo idealismo venne scalzato dalla presa di coscienza della realtà sociale: è il momento in cui si avvicina al socialismo e alle questioni umanitarie. Durante la seconda guerra mondiale e il periodo successivo in Islanda si inasprisce la questione nazionale: il pesante stanziamento delle truppe britanniche nel 1940, il raggiungimento della tanto sospirata indipendenza dalla Danimarca nel 1944 e la forte ingerenza americana nel dopoguerra portano Laxness a dedicarsi, in ogni sua opera, al tema della nazione.
Fu uno dei maggiori esponenti della narrativa islandese del Novecento, cantore critico, spesso crudo e privo di retorica, della storia, della natura e della civiltà del suo paese. Viaggiatore infaticabile, ospite di monasteri belgi e, in Italia, di ricche famiglie siciliane, visse a lungo negli Stati Uniti, venendo a contatto con le principali correnti culturali del suo tempo.
Dopo il 1945 iniziò sempre più a criticare l'influenza esercitata dagli Stati Uniti nella vita politica islandese e il loro ruolo di potenza egemone dopo la conquista dell'indipendenza. Senza mai essere un comunista, si avvicinò per alcuni temi (in particolare il pacifismo, la contrarietà alla presenza militare statunitense, e alle bombe atomiche) alle critiche espresse dal piccolo partito comunista islandese, venendo quindi tacciato di sovietismo dagli statunitensi durante la caccia alle streghe e venendo per breve tempo (1948) inserito nella lista nera degli intellettuali non graditi negli Stati Uniti (e forse per questo premiato con il "Premio letterario del consiglio mondiale della pace", nel 1953, un premio sponsorizzato dall'unione degli scrittori sovietici).
Le sue opere più famose sono Salka Valka (1931), Gente indipendente (1935) e La campana d'Islanda (1943). In Italia la maggior parte delle sue opere viene pubblicata da Iperborea.

## Le opere

### Romanzi
- 1919: Barn náttúrunnar
- 1924: Undir Helgahnúk
- 1927: Vefarinn mikli frá Kasmír
- 1937: Heimsljós (Part I, World Light) - Ljós heimsins (later named Kraftbirtíngarhljómur guðdómsins)
- 1938: Heimsljós (Part II) - Höll sumarlandsins
- 1939: Heimsljós (Part III) - Hús skáldsins
- 1940: Heimsljós (Part IV) - Fegurð himinsins
- 1952: Heiman eg fór
- 1952: Gerpla (Happy Warriors)
- 1970: Innansveitarkronika
- 1972: Guðsgjafaþula
- Salka Valka e altri racconti ("Salka Valka", 1931, trad. it. 1958), UTET (ISBN 88-02-02015-9)
- L'onore della casa ("Ungfrúin góða og húsið", 1933, trad. it. 1996), Iperborea (ISBN 88-7091-056-3)
- Gente indipendente ("Sjálfstætt Fólk", 1934-35, trad. it. 2004), Iperborea (ISBN 88-7091-127-6)
- Il concerto dei pesci ("Brekkukotsannál", 1957, trad. it. 2007), Iperborea (ISBN 978-88-7091-158-9)
- Il paradiso ritrovato ("Paradísarheimt". 1960, trad. ital. 2022), Iperborea (ISBN 978-88-7091-641-6)
- Sotto il ghiacciaio ("Kristnihald undir Jökli", 1968, trad. it. 2011), Iperborea (ISBN 978-88-7091-192-3)
- La base atomica ("Atómstöðin", 1948, trad. it. 2014), Iperborea (ISBN 978-88-7091-528-0)
- La campana d'Islanda ("Íslandsklukkan", 1943, trad. it. 2019), Iperborea (ISBN 978-88-7091-606-5)

### Racconti
- 1923: Nokkrar sögur
- 1933: Fótatak manna
- 1935: Þórður gamli halti
- Sette maghi ("Sjö töframenn", 1942, trad. it. 2016), Iperborea (ISBN 978-88-7091-459-7)
- 1954: Þættir (collection)
- 1964: Sjöstafakverið
- 1987: Sagan af brauðinu dýra
- 1992: Jón í Brauðhúsum
- 1996: Fugl á garðstaurnum og fleiri smásögur
- 1999: Úngfrúin góða og Húsið
- 2000: Smásögur
- 2001: Kórvilla á Vestfjörðum og fleiri sögur

### Drammi
- 1934: Straumrof
- 1954: Silfurtúnglið
- 1961: Strompleikurinn
- 1962: Prjónastofan Sólin
- 1966: Dúfnaveislan

### Poesia
- 1930: Kvæðakver
- 1997: Únglíngurinn í skóginum

### Libri di viaggi
- 1933: Í Austurvegi
- 1938: Gerska æfintýrið

### Memorie
- 1975: Í túninu heima, part I
- 1976: Úngur eg var, part II
- 1978: Sjömeistarasagan, part III
- 1980: Grikklandsárið, part IV
- 1987: Dagar hjá múnkum